# Fabricació artesanal de violins a Cremona
La fabricació artesanal de violins a Cremona és una antiga forma d'artesania propia de la ciutat de Cremona (Itàlia) on, des del segle xvi s'ha desenvolupat la producció d'instruments de corda fregada tals com violins, violes, violoncels o contrabaixos.
Aquesta artesania (el nom oficial en Italià és: Saperi e saper fare liutario della tradizione cremonese) va ser declarada, l'any 2012, patrimoni cultural immaterial de la Humanitat per la Unesco, durant la 7na sessió del Comité Intergovernamental, que es va celebrar a París.

## Tècnica

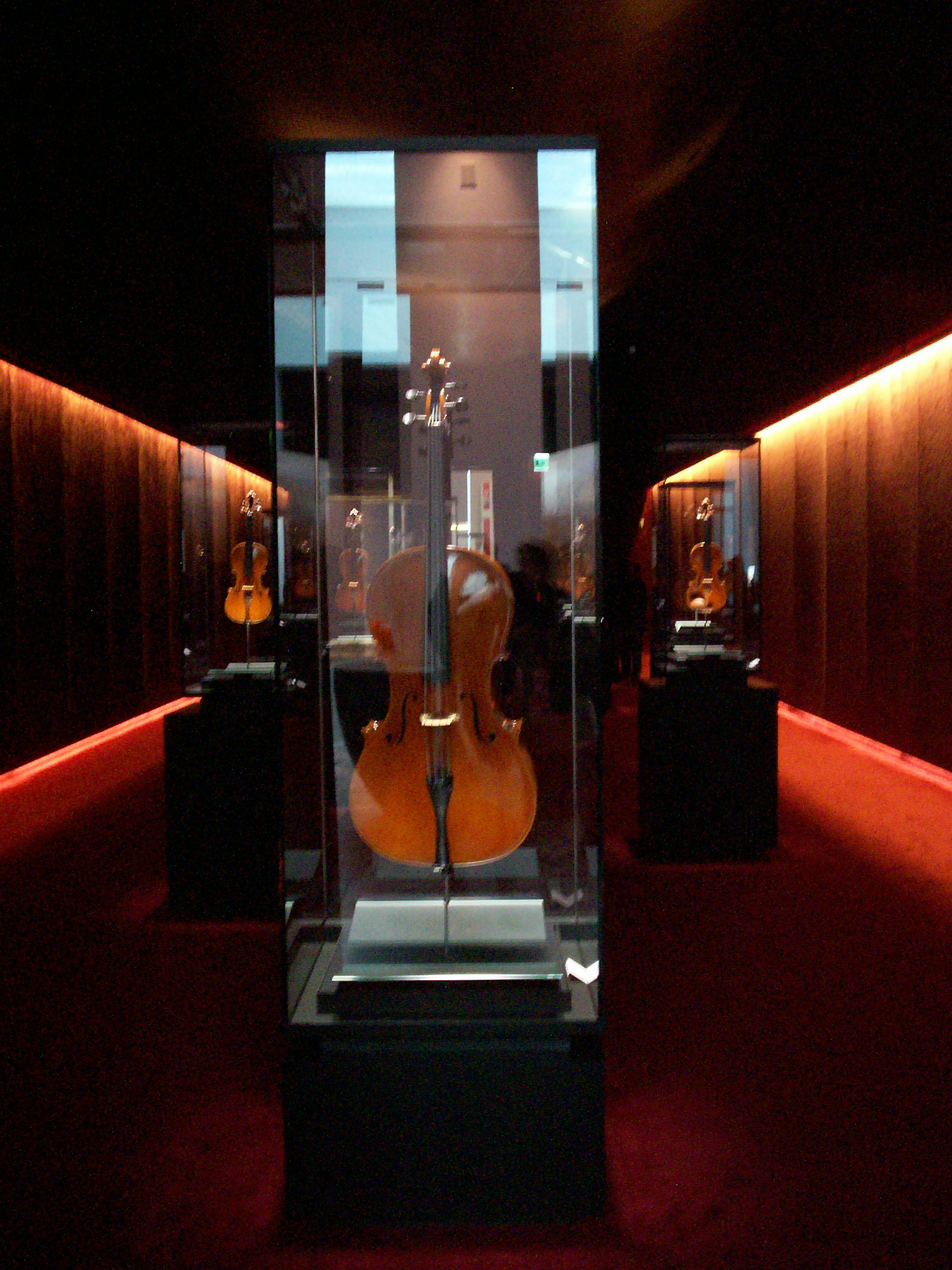
La "caixa del tresor" al Museu del violí a Cremona

Es poden fabricar instruments de corda mitjançant diferents mètodes, però els lutiers de Cremona han desenvolupat una tècnica considerada única en tot el món.
Cada instruments es fabrica a ma i es monta utilitzant més de 70 peces de fustes diferents. Cada part del violí requereix una tècnica específica, que s'adapta d'acord amb les diferents respostes acústiques de cada peça de fusta: per aquesta raó és impossible obtenir dos violins idèntics. Cada part del violí es fabrica utilitzant una espècie específica de fusta, seleccionada amb molt de compte i secada de manera natural, per tant, la seva preparació ni pot ser forçada ni realitzada de forma artificial.
En la fabricació del violí tradicional de Cremona, no es permet l'ús de ninguna part industrial o semi-industrial, a més a més, està prohibida la pintura d'aerosol.
Tot i que molts dels elements que conformen l'instrument musical semblen tenir una funció purament ornamental, en realitat duen a terme una important funció per tal de poder aconseguir un bon to, una bona amplificació del so o poder protegir l'instrument de accidents i/o caigudes.
El procés de construcció del violí es seguit personalment per l'artesà, començant per la selecció de l'arbre i la seva fusta fins a completar l'instrument: per aquesta raó, un artesà de violins de Cremona només produeix entre 3 i 6 violins cada any.
La fabricació tradicional del violí requereix un gran coneixement de tots els material naturals i de les tècniques de manufactura, les quals han sigut transmesos de generació en generació des del segle xvi, quan van esdevenir molt populars, gràcies a les habilitats de la casa d'Amati, que més tard van ser millorades i refinades pels Stradivari, els Guarneri i els Bergonzi.

## Protecció

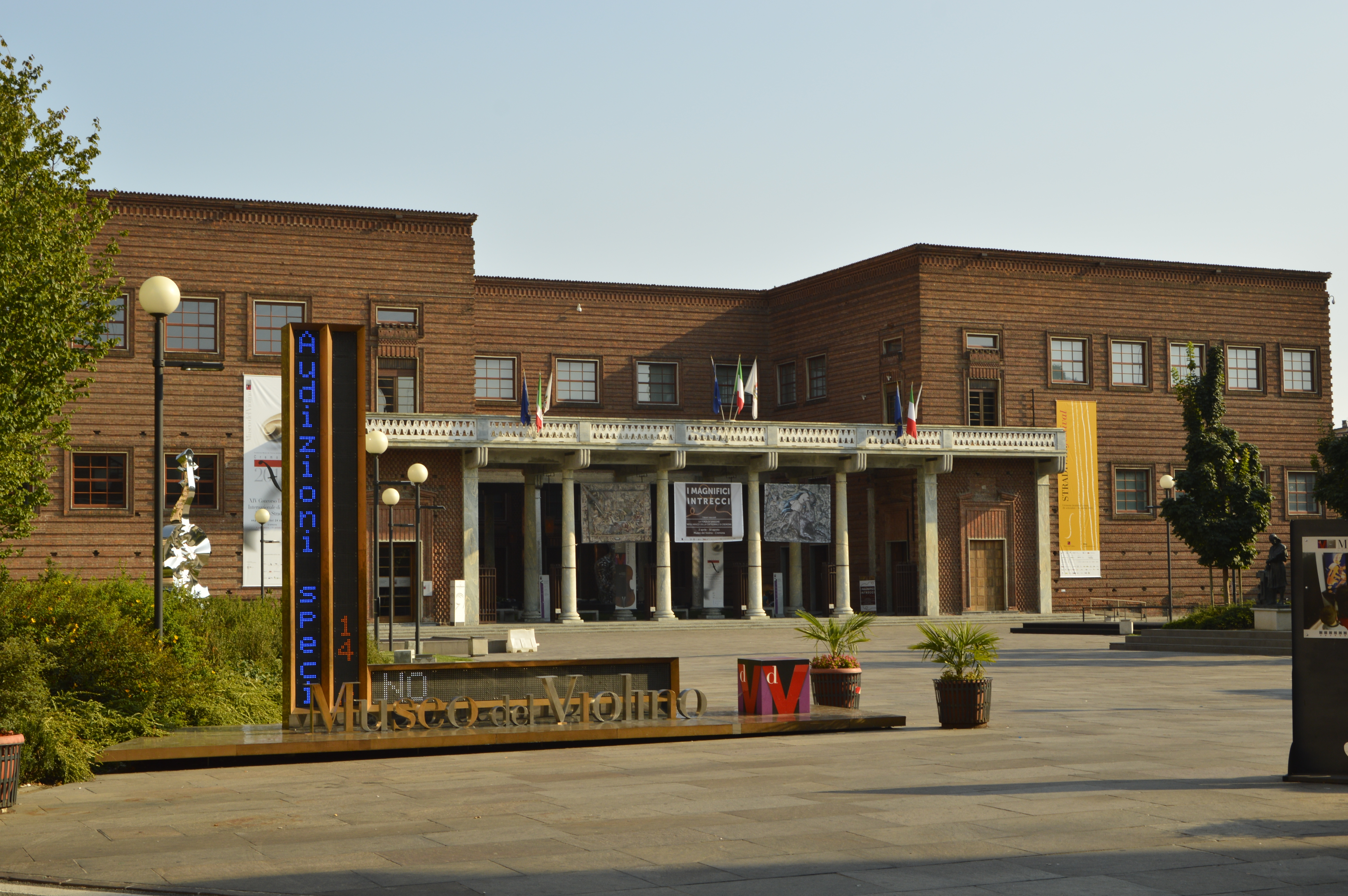
Façana del museu del violí

La tradició de la fabricació artesanal de violins de Cremona és protegida per dos organismes: el Consorci de Violins Stradivari i l'Associació Italiana de Fabricants de Violins, els quals representen a més de 140 artesans.
A més a més, l'any 1938 es va fundar l'Escola Internacional de Fabricació de Violins de Cremona (Scuola Internazionale di Liuteria di Cremona en italià).
Després del reconeixement per part de la UNESCO, l'any 2013 es va inaugurar el nou Museo del Violino (Museu del Violí) en el Palazzo dell'Arte de Cremona. L'espai va ser completament renovat, i es va afegir un nou auditori per poder escoltar música amb instruments antics i nous, fabricats a Cremona